# Pulchroboletus
Pulchroboletus — рід грибів родини болетових (Boletaceae). Назва вперше опублікована 2014 року. У 2017 році вид Boletus rubricitrinus був перенесений в рід Pulchroboletus.

## Класифікація
Згідно з базою MycoBank до роду Pulchroboletus відносять 2 офіційно визнаних види:
- Pulchroboletus roseoalbidus
- Pulchroboletus rubricitrinus

## Галерея

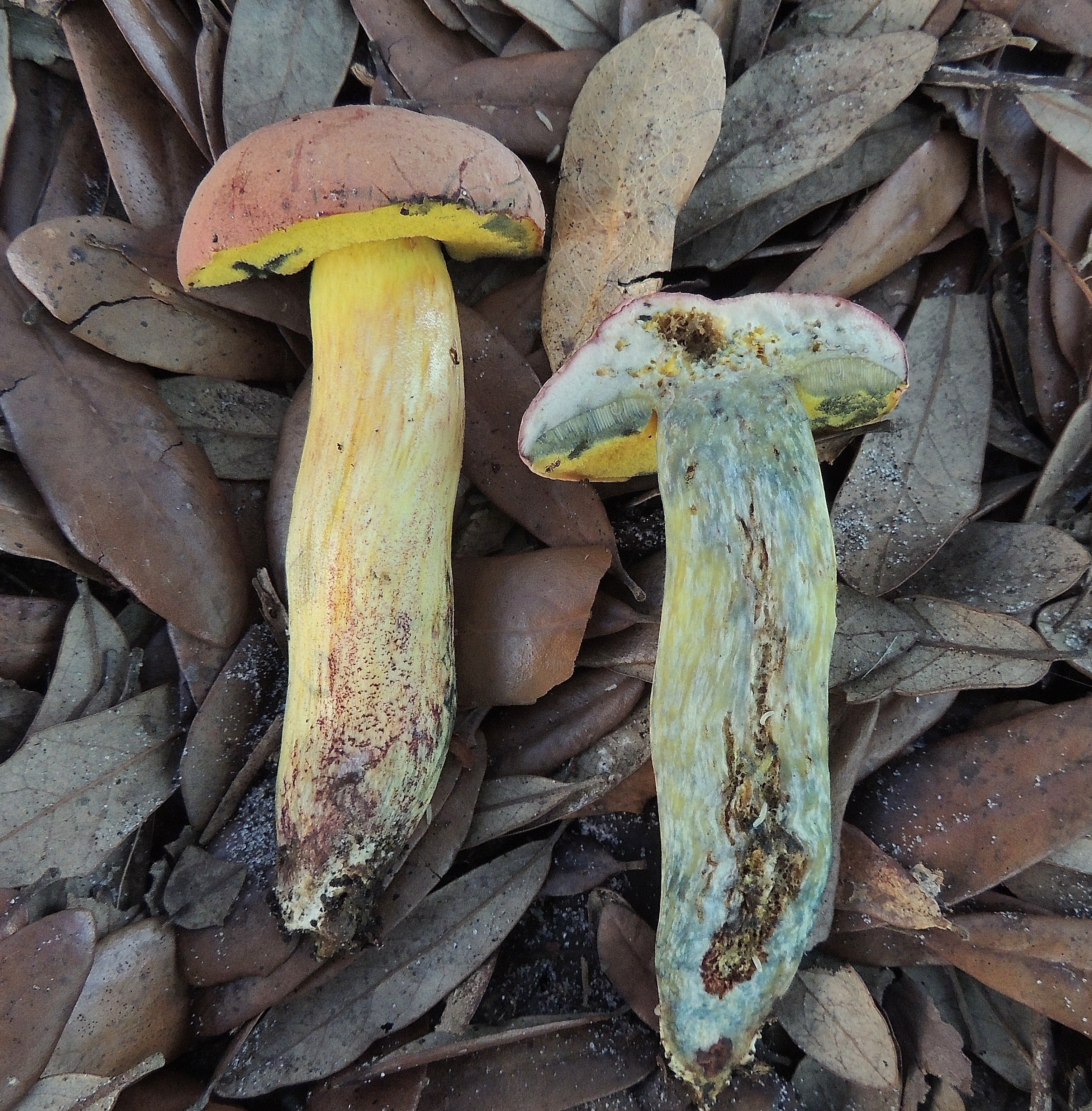
Pulchroboletus rubricitrinus
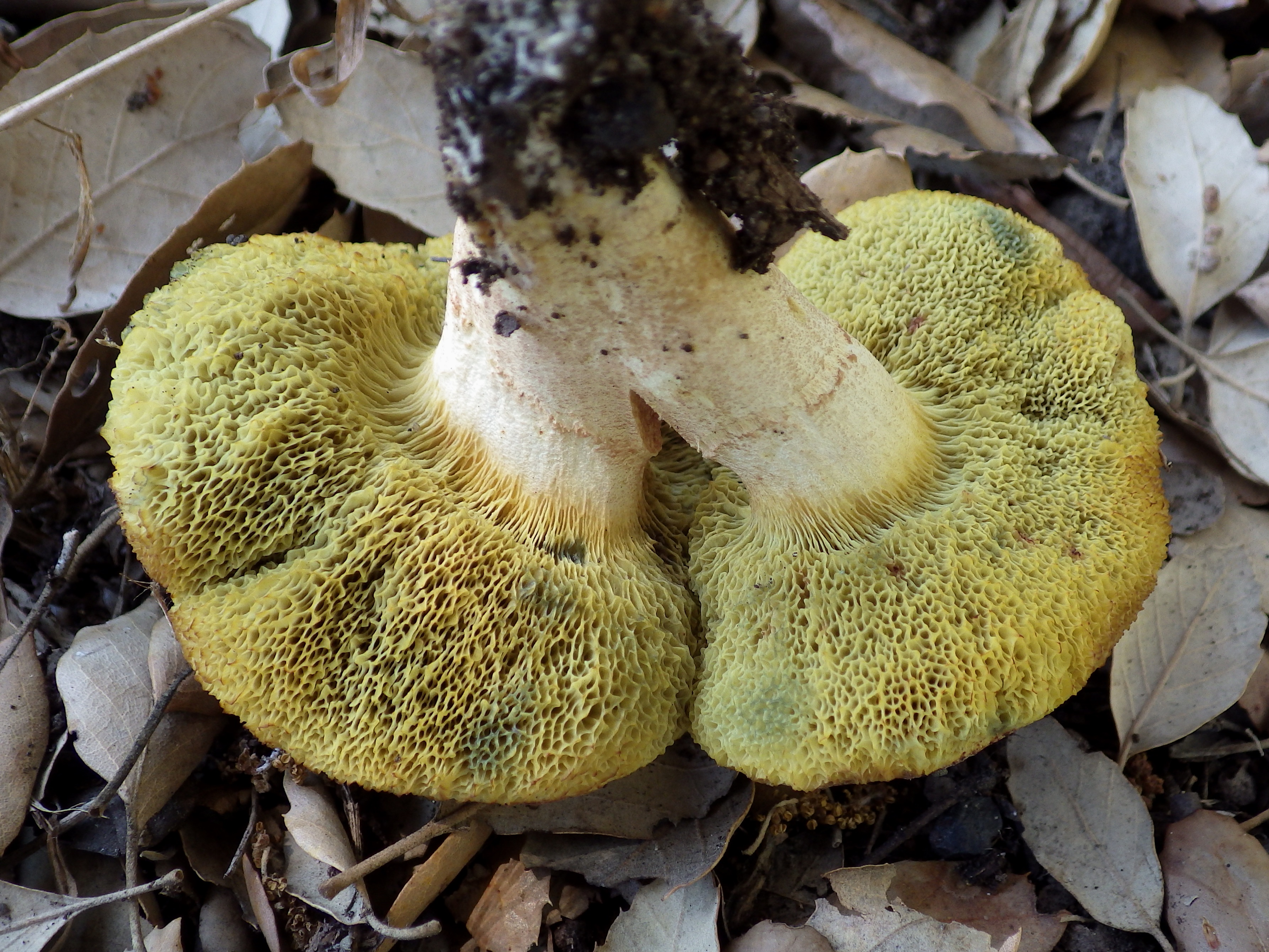
Pulchroboletus roseoalbidus